# Tijon de Moscú
San Tijon de Moscú (19 de enero de 1865 - 7 de abril de 1925), en el mundo Васи́лий Ива́нович Бела́вин (Vasili Ivánovich Belavin), fue la cabeza de la Iglesia ortodoxa en América entre 1898-1907 y Patriarca de Moscú de 1917 a 1925.
En el tiempo del Terror Rojo en Rusia de 1918-1922 desempeñó el papel decisivo en la salvación de la Iglesia ortodoxa rusa del exterminio completo y su supervivencia.

## Biografía
Vasili Belavin nació en 1865 en la familia del párroco de la aldea de Klin en el distrito de Torópets de la Óblast de Tver, Rusia.
En 1871 ingresa en el colegio eclesiástico de Toropets, al graduarse del cual, abandona la casa de sus padres y desde 1878 continúa su carrera en el seminario de Pskov. En 1884 se matricula en la Academia Conciliar de San Petersburgo. En 1888, al recibir el título de Doctor de Teología, regresa a Pskov para trabajar de profesor en el seminario, donde dio clases de teología y lengua francesa.
El 14 de diciembre de 1891 toma los hábitos con el nombre Tijon en honor a San Tijon de Zadonsk, y al día siguiente lo ordenan hierodiácono, poco tiempo después hieromonje. En 1892 lo designan inspector del seminario de Chełm. En junio de ese año lo pasan al cargo de rector del seminario de Kazán y, poco después, del mismo seminario de Chełm.
El 19 de octubre de 1897 se celebró su quirotonía al título de obispo de Lublin, vicario de la diócesis de Chełm y Varsovia.
El 14 de septiembre de 1898 lo nombraron obispo de la diócesis de islas Aleutianas y Alaska, en 1900 renombrada en la de islas Aleutianas y Norteamérica. El 22 de mayo de 1901 bendijo la primera piedra de la Catedral de San Nicolás en la ciudad de Nueva York (cuya recaudación de fondos había comenzado en 1894 y a la que el zar Nicolás II contribuyó con 5000 dólares en 1900) en una gran ceremonia a la que asistieron el alcalde de Nueva York, Seth Low, diplomáticos y marineros rusos y entusiastas fieles. Celebró la primera liturgia en el sótano del nuevo edificio el 20 de julio de 1902 y en el salón principal el 10 de noviembre de 1902. El 5 de mayo de 1905 lo elevaron al rango de arzobispo. Abandonó América el 13 de marzo de 1907, ya que el 25 de enero de ese año había sido destinado a la diócesis de Yaroslavl y Rostov en Rusia. El 22 de diciembre de 1913 al arzobispo Tijon lo trasladaron a Vilnus para dirigir su diócesis.
Con el establecimiento de un sistema electoral de las estructuras de gerencia diocesana después de la Revolución de Febrero, el 19 de junio de 1917 tuvo lugar en Moscú el Congreso Diocesano de Clero y Laicos que por votación secreta eligió a Tijon como arzobispo de la diócesis de Moscú y Kolomna.

## Restitución del título del Patriarca
El 15 de agosto de 1917 se inauguró el Concilio Local de toda Rusia (en griego: τοπικός σύνοδος) que restituyó el título de Patriarca en la Iglesia ortodoxa rusa derogado en 1721 por el emperador Pedro el Grande. El Concilio designó, primero por votación y después por sorteo, a Tijon como Patriarca de Moscú y toda Rusia. La entronización se celebró el 21 de noviembre de 1917 en la Catedral de la Asunción en el Kremlin de Moscú. El 20 de septiembre de 1918, el Concilio Provincial dejó de actuar a causa de la Guerra Civil en Rusia.

## Oposición al poder comunista
Después de una serie de llamamientos al pueblo en 1918-1922, en los cuales el Patriarca desenmascaraba y acusaba al poder comunista de la devastación del país, de la Iglesia y de las atrocidades de persecución de los disidentes de toda clase, fue arrestado y el 5 de mayo de 1922 heho preso en el Monasterio Donskói en Moscú. Fue liberado en junio de 1923 después de presentar una solicitud dirigida a la Corte Suprema de Justicia de la República Socialista Federativa Soviética de Rusia, en la que "se arrepentía de sus actos contra el régimen estatal", escribiendo que "desde ahora no soy un enemigo del poder soviético". Este sacrificio le permitió, acabado el aislamiento, cortar los procesos de desintegración y decaimiento de la Iglesia fomentados por las autoridades comunistas en su ausencia mediante la organización de una Iglesia ortodoxa alternativa y claramente cismática de "Obnovlentsy" (Renovacionistas). El 9 de diciembre de 1924, su casa en el Monasterio Donskói sufrió un asalto a mano armada.

## Muerte y canonización
En 1924, el Patriarca Tikhon comenzó a sentirse mal. Ingresó en un hospital, pero salía los domingos y festivos para oficiar servicios religiosos. El domingo 5 de abril de 1925, ofició su última liturgia y falleció dos días después. El 7 de abril de 1925, día de Anunciación de la Virgen, el Patriarca falleció a la edad de 60 años; oficialmente de una insuficiencia cardíaca, pero existen versiones de su envenenamiento. Los funerales se celebraron el 12 de abril de 1925 en el Monasterio Donskói, donde lo enterraron.